# Bartolomeo II della Scala
Bartolomeo II della Scala (Stadstaat Verona, circa 1300 – Verona, 27 augustus 1338) was abt van de San Zeno benedictijnenabdij (vanaf 1321) in Verona en bisschop van Verona (1336-1338) tot hij vermoord werd.

## Levensloop

Wapenschild van het Huis della Scala in Verona

Bartolomeo was een telg uit het Huis della Scala of Huis Scaliger, dat de stadstaat Verona bestuurde. Bartolomeo was een natuurlijke zoon van Giuseppe della Scala, abt van de San Zenoabdij en overleden in 1313 die zelf een natuurlijke zoon was van de edelman Alberto I della Scala, heer van Verona. Bartolomeo was een benedictijnermonnik in de abdij van zijn vader. Bartolomeo genoot de steun van de heerser van Verona, Cangrande della Scala. Dit leidde ertoe dat hij de abtverkiezing van San Zeno won (1321), ondanks zijn statuut van natuurlijk kind. 
Nadat Cangrande overleden was (1329), herhaalden Mastino II en Alberto II della Scala hun steun aan abt Bartolomeo. Paus Johannes XXII in Avignon bezorgde de nodige ondersteuning (1330) voor de abtverkiezing van negen jaar tevoren.
Na de dood van Nicolò di Villanova (1336) lag de bisschopstroon van Verona open voor Bartolomeo. Bartolomeo liet zich verkiezen tot bisschop met de naam Bartolomeo II (1336). Dit was tegen de plannen van de familie Correggio die met een eigen kandidaat kwam, die bovendien de steun genoot van de patriarch van Aquileia. De patriarch liet tijdens de bisschopswijding zijn kritiek horen via Blasio, de bisschop van Vicenza, die in de kathedraal stond te roepen. Azzo da Correggio, de sterke man in de familie, beschuldigde bisschop Bartolomeo II mee te heulen met de vijanden van Verona, namelijk de Florentijnen en de Venetianen. De heersers van Verona, Mastino II en Alberto II, konden deze beschuldiging niet toelaten. 
Mastino II vermoordde bisschop Bartolomeo II aan de poort van het bisschoppelijk paleis (1338). Naast hem stonden Azzo da Correggio en Alboino, een natuurlijk kind van Cangrande della Scala. Paus Benedictus XII in Avignon excommuniceerde Mastino II en het groepje met hem. De stadsraad riep vijf dagen later een nieuwe bisschop uit: Pietro Spelta uit Pavia. Benedictus XII verbood de bisschopswijding en, meer nog, hij lanceerde een interdict over het hele bisdom Verona. Het bisdom werd administratief bestuurd door aartspriester Martino van de Kerk Santo Stefano en de paus wachtte in Avignon op een verzoeningspoging. Een delegatie van Verona reisde datzelfde jaar nog naar Avignon (1338) en het duurde een jaar eer Benedictus XII de verzoening accepteerde. De zaak sleepte aan omdat Benedictus XII liet verstaan dat bisschop Bartolomeo II effectief een militair akkoord had met Florence en Venetië. Finaal liet Benedictus XII de bisschop van Mantua de kathedraal en de stad Verona met wijwater inzegenen (1339). Het interdict was opgeheven.
De Veronese Kerk stond op de hele zaak te kijken want het was hen verboden een bisschop te verkiezen. De bisschopszetel bleef vijf jaren vacant (1338-1343).
Bisschop Bartolomeo II had twee natuurlijke kinderen, Margherita en Giuseppe.